# MTZ-5
Der MTZ-5 (russisch МТЗ-5, im deutschen Sprachraum zumeist MTS-5 transkribiert, bekannt auch in Kombination mit dem Markennamen Belarus) ist ein Traktor, der von 1957 ab zuerst im Minski Traktorny Sawod produziert wurde. In 15 Jahren wurden bei verschiedenen Herstellern etwa 650.000 Stück hergestellt. Die DDR importierte einige Traktoren dieses Typs, bevor der MTZ-50 zur Verfügung stand.
Mit dem MTZ-7 wurde zudem eine Version mit Allradantrieb hergestellt. Die Produktion dauerte jedoch nur drei Jahre an und die gefertigten Stückzahlen blieben gering.

## Fahrzeuggeschichte

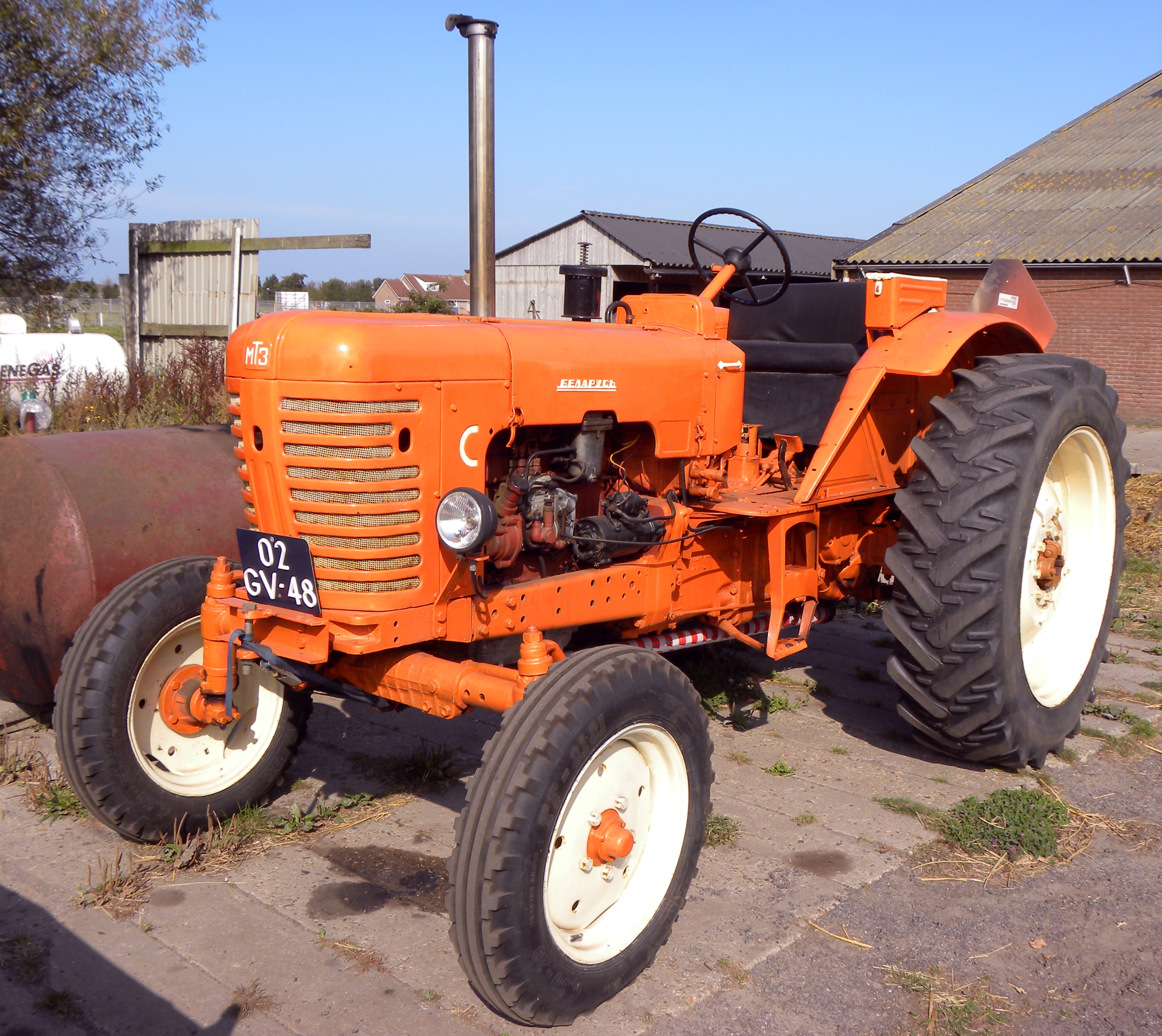
Restauriertes Exemplar, Auspuff nicht original (2009)

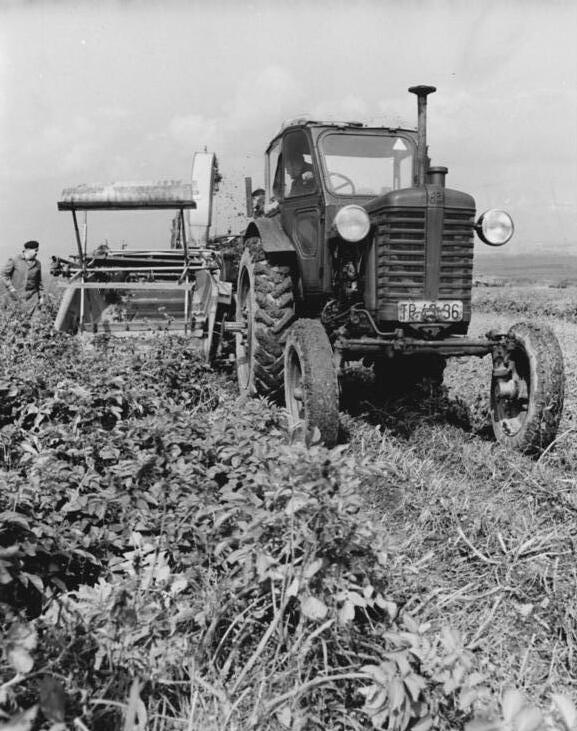
MTZ-5 bei Erntearbeiten in Hainichen (1962)

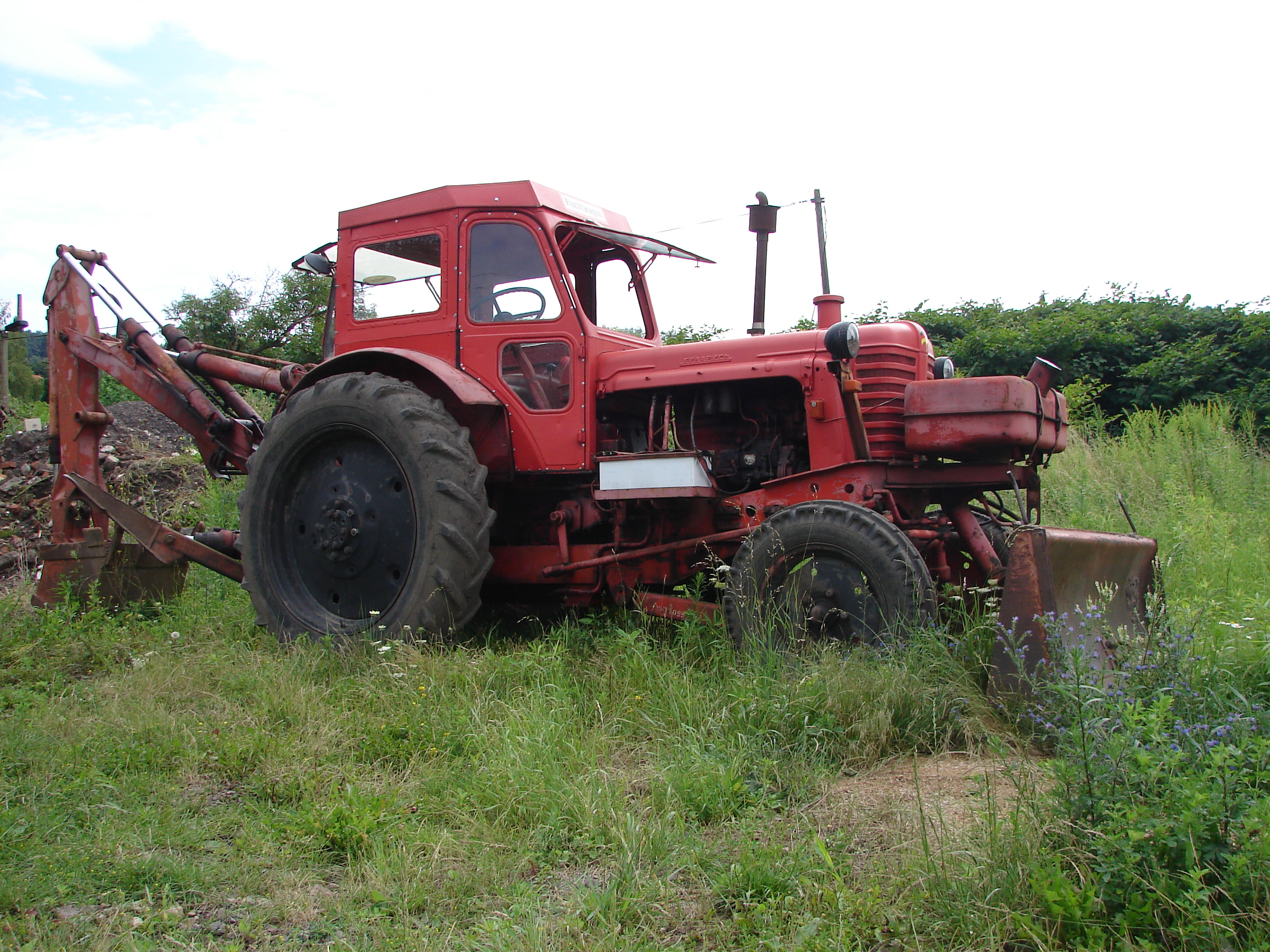
MTZ-5 mit angebautem Baggerarm und Planierschild sowie Zusatztank (2009)

Erste Prototypen des MTZ-5 wurden 1956 und 1957 gefertigt. Ausschlaggebend waren verschiedene Mängel am Vorgängermodell MTZ-2, die nur durch eine Neukonstruktion behoben werden konnten. Dazu gehörten insbesondere eine zu niedrige Höchstgeschwindigkeit von lediglich 13 km/h und eine unzureichende Anzahl von Abstufungen des Getriebes.
Mit der Serienfertigung der Maschinen wurde im Minski Traktorny Sawod 1957 begonnen. 1958 nahm zusätzlich das Juschny Maschinostroitelny Sawod (JuMZ) die Produktion der Traktoren auf. In Minsk wurde die Fertigung 1962 komplett auf den Nachfolgetyp MTZ-50 umgestellt. In Dnipropetrowsk bei JuMZ dagegen dauerte sie bis 1972 an. Insgesamt wurden in beiden Werken 644.000 Exemplare hergestellt.
Von 1958 bis 1961 wurde zusätzlich bei MTZ der MTZ-7 gefertigt. Dieser Traktor entsprach im Wesentlichen dem MTZ-5, hatte jedoch Allradantrieb. Es wurde mit Teilen von verschiedenen anderen sowjetischen Nutzfahrzeugen experimentiert, um diesen zu verwirklichen, die gebauten Stückzahlen blieben gering. Auch übernahm das Juschny Maschinostroitelny Sawod die Fertigung nicht. Nachfolger wurden die Allradversion des MTZ-50, der MTZ-52.
Die DDR importierte den MTZ-5 bis 1963, genaue Stückzahlen sind nicht bekannt. Danach stand der MTZ-50 zur Verfügung.

## Modellvarianten
Im Laufe der Produktionszeit wurden einige unterschiedliche Varianten des Fahrzeugs gebaut.
- MTZ-5 – Grundversion des Fahrzeugs, ab 1957 in Serie hergestellt.
- MTZ-5K – Modell mit zusätzlicher Hydraulikeinheit für Anbaugeräte.
- MTZ-5L – Modell mit überarbeitetem Dieselmotor des Typs D40L sowie einem Einzylinder-Ottomotor als Anlasser. Damit konnte insbesondere die Kaltstartfähigkeit der Maschine verbessert werden. Außerdem wurden die Traktoren mit einer einfachen Wechselstromlichtmaschine ausgestattet, eine Starterbatterie entfiel vollständig.[3]
- MTZ-5M – Version mit elektrischem Anlasser und Gleichstromlichtmaschine zum Laden der Batterie.
- MTZ-5LS – Verbesserte Version des MTZ-5L mit nun 48 PS (35 kW) Leistung, wodurch die Arbeitsgeschwindigkeit gesteigert werden konnte.[1]
- MTZ-5MS – Analog zum MTZ-5LS verbesserte Version des MTZ-5M.
- MTZ-7 – In diversen Versionen von 1958 bis 1961 gefertigte Allradversion des MTZ-5. Die Vorderachse stammte zunächst vom Geländewagen GAZ-67, erwies sich aber als zu schwach. Stattdessen verwendete man später die Vorderachse des Lastwagens GAZ-63. 1958 begann die Serienfertigung, bis 1961 wurden etwa 2800[2] Stück gebaut.[1]
- Experimentalversionen mit Halbkettenantrieb wurden gebaut.

## Technische Daten
Für die Modelle MTZ-5L und MTZ-5M, wobei es zu den anderen Versionen nur sehr geringe Abweichungen gibt.
- Motor: Vierzylinder-Viertakt-Dieselmotor
- Motortyp: „D-40“ *
- Leistung: 45 PS (33 kW)
- Hubraum: 4,50 l[7][8]
- Bohrung: 105 mm
- Hub: 130 mm
- Verdichtung: 17:1
- Tankinhalt: 100 l
- Verbrauch: 279 g/kWh
- Getriebe: mechanisch, 10 Vorwärtsgänge + 2 Rückwärtsgänge
- Höchstgeschwindigkeit: 22,3 km/h
- Bremssystem: Trommelbremsen
- Hydraulikanlage: Dreipunkthydraulik hinten mit zwei Arbeitszylindern
- Antriebsformel: 4×2

Abmessungen und Gewichte
- Länge: 4095 mm
- Breite: 1884 mm
- Höhe: 1920 mm
- Bodenfreiheit: 450 mm
- Radstand: 2450 mm
- Spurweite vorne und hinten: 1200–1700 mm
- Leergewicht, betriebsbereit: 2750 kg
- Bereifung hinten: 12-38 AS
- Bereifung vorne: 6,50-20 AS

* In späteren Exemplaren wurden verschiedene Versionen des Motors D-48 verbaut. Dieser entsprach dem D-40 in allen wesentlichen Teilen, lediglich eine Erhöhung der maximalen Umdrehungszahl der Kurbelwelle führte zu einer geringfügigen Leistungssteigerung auf 48 PS (35 kW).